# R-HDAC
R-HDAC, или R-HD-AraC (сокращение от (R)ituximab плюс (H)igh (D)ose (A)ra-(C)) — это режим химиотерапии, который используется как часть так называемого «Нордического протокола» (англ. Nordic protocol) при лечении мантийноклеточной лимфомы. При этом режим R-HDAC повторяется каждый 21 день, чередуясь с режимом R-Maxi-CHOP — то есть циклы 1, 3 и 5 — R-Maxi-CHOP, а циклы 2, 4 и 6 — R-HDAC. Согласно «Нордическому протоколу», в последнем, 6-м цикле R-HDAC проводится пуржинг в организме (избавление от остаточных опухолевых клеток) при помощи дополнительного введения 375 мг/м2 ритуксимаба на 9-й день последнего цикла, а затем мобилизация и сбор периферических стволовых клеток для последующей аутологичной трансплантации стволовых гемопоэтических клеток.
Режим R-HDAC состоит из моноклонального антитела ритуксимаб и высоких доз антиметаболита цитарабина.
Режим HDAC (без ритуксимаба, но с возможным добавлением антрациклина — например, даунорубицина или доксорубицина, идарубицина — HDAC-Doxo/Dauno/Ida, или с добавлением этопозида — HDAC-Eto) также может использоваться как консолидирующая химиотерапия при остром миелоидном лейкозе, после первоначальной индукции стандартным режимом «7+3», или в качестве повторной попытки индукции после неудачи индукции «7+3» (то есть при рефрактерности к этому режиму). Режим HDAC может быть использован и в качестве начальной индукционной терапии при ОМЛ (вместо стандартного «7+3»), причём с более высоким процентом успешных ремиссий после первой же попытки индукции, но это уравновешивается более высокой токсичностью HDAC по сравнению с «7+3» и более высокой частотой осложнений химиотерапии, более высокой смертностью в период после индукции. В качестве консолидирующей терапии или в качестве реиндукции при неудаче первоначальной индукции режим HDAC переносится легче, чем при использовании его в качестве начальной индукционной терапии ОМЛ.
Также режим HDAC (в комбинации с ритуксимабом при CD20-положительных B-клеточных опухолях, или без — при T-клеточных или CD20-отрицательных), сам по себе или в режиме чередования с высокодозным метотрексатом (HD-MTX) и/или интратекальным введением метотрексата и/или цитарабина, облучением ЦНС, применяется при первичных лимфомах ЦНС. Также применяется как компонент терапии при вовлечении в процесс ЦНС при любой форме лимфомы, и как компонент ЦНС-профилактики при тех формах лимфом, которые часто дают рецидивы в ЦНС.

## Режим дозирования
| Лекарство                                         | Доза       | Путь введения        | Дни       |
| ------------------------------------------------- | ---------- | -------------------- | --------- |
| Ритуксимаб — (R)ituximab                          | 375 мг/м2  | Внутривенная инфузия | День 1    |
| Высокие дозы Цитарабина — (H)igh (D)ose (A)ra-(C) | 3000 мг/м2 | Внутривенная инфузия | Дни 1 и 2 |